# Hirundo
A Hirundo (villásfecske) a madarak osztályának (Aves) a verébalakúak (Passeriformes) rendjébe és a fecskefélék (Hirundinidae) családjába tartozó nem.
Az régebbi rendszerbesorolások ide sorolták a Ptyonoprogne, Cecropis, Petrochelidon, Haplochelidon és a Pseudhirundo nembe átsorolt fajokat is.

## Rendszerezés
A nembe az alábbi 15 faj tartozik:
- füsti fecske (Hirundo rustica)
- Hirundo lucida
- angolai fecske (Hirundo angolensis)
- déltengeri fecske (Hirundo tahitica)
- ausztrál fecske (Hirundo neoxena)
- Hirundo albigularis
- etióp fecske (Hirundo aethiopica)
- drótfarkú fecske (Hirundo smithii)
- fehértorkú fecske (Hirundo nigrita)
- fekete-fehér fecske (Hirundo leucosoma)
- fehérfarkú fecske (Hirundo megaensis)
- Hirundo dimidiata
- kék fecske (Hirundo atrocaerulea)
- vörösmellű fecske (Hirundo nigrorufa)
- Hirundo domicola